# Geminiviridae
Geminiviridae és una família de fitovirus d'ADN monocatenari circular i estan classificats com de la classe II en la Classificació de Baltimore. Tenen una càpside elongada i geminada.
La transmisssió es fa per insectes ortòpters o per diversos tipus de mosca blanca i altres insectes.

## Gèneres
- Gènere Mastrevirus; espècie tipus: Maize streak virus (virus del blat de moro)
- Gènere Curtovirus; espècie tipus: Beet curly top virus (virus de la remolatxa)
- Gènere Begomovirus; espècie tipus: Bean golden mosaic virus (virus de la mongetera)
- Gènere Topocuvirus; espècie tipus: Tomato pseudo-curly top virus (virus de la tomaquera)

Aquests virus són responsables de molts danys en conreus per tot el món. S'han produït darrerament epidèmies per factors com la recombinació genètica de diferents geminivirus coinfectant una planta amb possible desenvolupament de virus virulents. Altres factors són el transport de material infectat a nous llocs, expansió de l'agricultura a noves zones i els insectes vectors que van d'una planta a l'altra.

## Replicació
Els genomes dels Geminivirus codifiquen només poques proteïnes; per això són dependents de factors de les cèl·lules dels hostes per a la replicació: entre els factors hi ha la polimerasa d'ADN. La replicació té lloc a la nucli de la cèl·lula de l'hoste d'una planta infectada.